# 麥茶

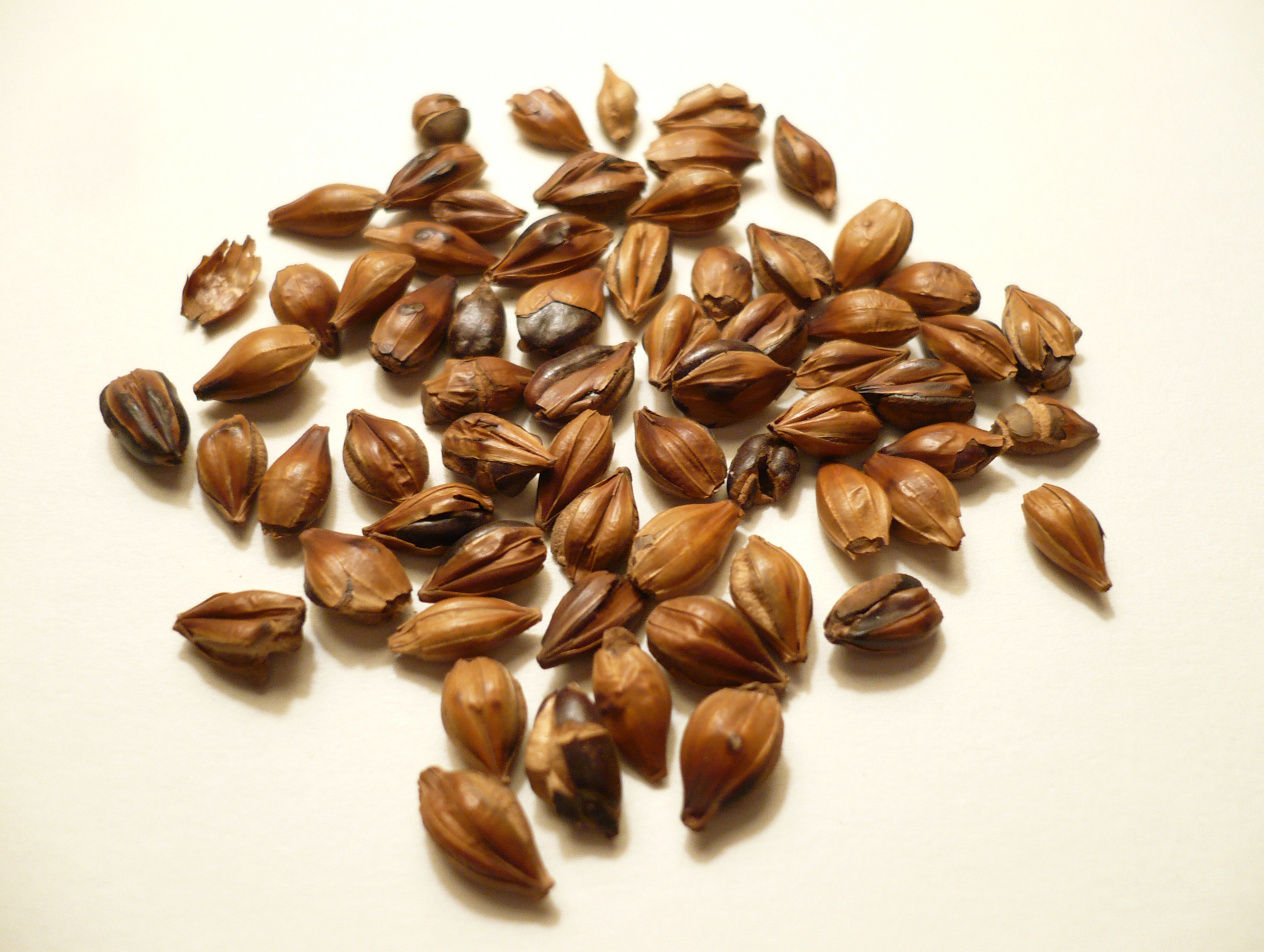
用于做麦茶的大麦谷粒

麥茶，又称大麦茶，是流行于東亞的一种茶饮料。大麦茶在欧美也作為咖啡的替代饮品。
大麦茶是將大麥焙煎，再磨成粉末而製成的飲料。日本昭和前期稱這種飲料為麥湯，意指「麥子開水」。是一種無論熱喝或冷喝也風味上佳的茶，夏天時於日、韓尤其盛行喝冰的。在韩国，大麦茶一般会添加些玉米茶以消除大麦的苦味。麥茶不僅是多國文化的代表，更是夏天常見的消暑飲品。
大麦茶有很好的保健功效，而且大麦茶不会污染茶具和牙齿。

## 可用性
這種茶可以將烘烤過的帶殼大麥粒放入水中煮沸，或將烘烤過的磨碎的大麥放入熱水中沖泡來製作。在日本，自1980年代初起，裝有磨碎大麥的茶包就比傳統的大麥粒茶包更受歡迎，至今仍是主流。這種茶也可以預先裝在PET瓶中。

### 瓶裝茶
瓶裝麥茶在日本和韓國的超市、便利商店和自動販賣機中均有販售。冷麥茶主要以PET瓶裝販售，在日本是夏季非常受歡迎的飲品。在韓國，在自動販賣機和便利商店的加熱櫃中也能找到耐熱PET瓶裝的熱麥茶。在臺灣，愛之味於1995年推出的「麥仔茶」為知名的經典品牌，餐飲店家尤其歡迎即飲麥茶；但是在消費者市場，麥茶大約要到2020年代才開始為消費者接受。

### 混合大麥茶和類似茶
在韓國，烤大麥也常與烤玉米搭配，因為玉米的甜味可以中和大麥的微苦。用烤玉米泡製的茶被稱為玉米，用烤玉米和烤大麥泡製的茶被稱為「玉米大麥茶」（韓語：옥수수보리차）。以烤穀物製成的類似飲品包括糙米茶、決明子茶和蕎麥茶。
烤大麥茶以磨碎的形式出售，有時與菊苣或其他配料混合，也可作為咖啡替代品出售。